# タデウシュ・ライヒスタイン
タデウス・ライヒスタイン（Tadeus Reichstein, 1897年7月20日 - 1996年8月1日）は、ポーランド出身の化学者である。1950年ノーベル生理学・医学賞受賞。スイス国籍。

## 生涯
ロシア帝国支配下のポーランド・ヴウォツワヴェクで生まれ。父はエンジニアだった。幼年期をウクライナのキエフで過ごし、ドイツのイェーナの寄宿学校で初めての教育を受けた。
1933年、スイスのチューリッヒでの研究でイギリスのウォルター・ハースと共同研究者とは別にビタミンCの合成に成功した。1937年からチューリッヒ工科大学助教授、1938年からバーゼル大学の生化学研究所教授、1960年には同研究所の所長を歴任した。
1950年にエドワード・カルビン・ケンダルとフィリップ・ショウォルター・ヘンチと共に副腎皮質ホルモンからコルチゾンを単離する研究により、ノーベル生理学・医学賞を受賞した。1952年王立化学会からセンテナリー賞、1968年王立協会からコプリ・メダルを受賞し、外国人会員となった。
1996年、スイスのバーゼルで死去。ビタミンCの工業的な人工合成法に彼の名が見える。

## 参照
- ノーベル賞サイトの伝記(英文)